# Макс Говард
Макс Говард — кінопродюсер і керівник студії, що живе в Лос-Анджелесі. Він керував студіями Walt Disney Feature Animation у Лондоні, Парижі, Орландо та Лос-Анджелесі, а також був президентом Warner Bros. Feature Animation. Він працював та відповідав за низку успішних кінопроектів. Його роботи включають «Хто підставив кролика Роджера?», «Спірит: Душа прерій» та «Ігор».
Він живе в Лос-Анджелесі та керує двома незалежними кінокомпаніями Melwood Pictures і Max Howard Consulting Group. Група пропонує внутрішню доріжку про створення повнометражних анімаційних фільмів.
Говард отримав ступінь доктора мистецтв від Тісайдського університету у Великобританії на знак визнання за його заслуги в анімаційній індустрії. Він також є канцлером дитячого університету Мідлсбро.
У 2015 році Макс почав регулярно працювати в Китаї для групи DeTao, де він керує компанією Melwood Pictures в рамках DeTao та розробляє фільми на основі китайського контенту.

## Фільмографія
- 1988 - Хто підставив кролика Роджера? - адміністратор анімації
- 1989 - Русалонька - керівник студії
- 1990 - Рятувальники. Операція Австралія - керівник студії
- 1991 - Красуня і чудовисько - керівник студії
- 1992 - Аладдін - керівник студії
- 1994 - Король Лев - керівник студії
- 1995 - Покахонтас - керівник студії
- 1996 - Космічний джем - керівник студії
- 1998 - Чарівний меч: У пошуках Камелота - керівник студії
- 1999 - Залізний велетень - керівник студії
- 2002 - Спірит: Душа прерій - виконавчий продюсер
- 2008 - Ігор - дродюсер
- 2013 - Врятувати Санту - виконавчий продюсер
- 2014 - Герой кольорового міста - продюсер[3]
- 2017 - Баньян і малюк - продюсер

## Нагороди
У 1998 році він отримав почесну грамоту на церемонії вручення нагород Annie Awards у Лос-Анджелесі.